# Consejería del Medio Rural de la Junta de Galicia
La Consejería del Medio Rural (en gallego: Consellería do Medio Rural) es una consejería de la Junta de Galicia con competencias en la gestión y promoción de la agricultura, de la ganadería, de los productos con denominación de origen, y de la política forestal. Su titular actual es José González Vázquez.

## Historia
La consejería de Medio Rural y del Mar es, a pesar de los cambios de nombres, una de las más estables de la historia de los gobiernos autonómicos en cuanto a funciones y competencias. La variación más importante fue la incorporación, entre 1983 y 1986 de las políticas relacionadas con la pesca y la acuicultura que antes, como lo fueron después, tuvieron una Consejería del Mar. Estas competencias fueron recuperadas tras la remodelación de gobierno producida en 2012. No obstante, en 2015 la Consejería se dividió en "Consejería de Medio Rural", dirigida por Ángeles Vázquez y la Consejería del Mar, dirigida por Rosa Quintana.

## Consejeros
- Jaime Rey de Roa (1982-1984). Consejería de Agricultura, Ganadería y Montes.
- Fernando Garrido Valenzuela (1984-1986). A partir de 1985, Consejería de Agricultura, Pesca y Alimentación y unos meses después, Consejería de Agricultura.
- Ángel Ruiz Fidalgo (1986-1987).
- Francisco Sineiro (1987-1990).
- Xosé Manuel Romay Beccaría (1990-1991). Consejería de Agricultura, Ganadería y Política Forestal.
- Tomás Pérez Vidal (1991-1997). Consejería de Agricultura, Ganadería y Montes.
- Cástor Gago (1997-2001). Consejería de Agricultura, Ganadería y Política Agroalimentaria.
- Xoán Manuel Diz Guedes (2001-2004). A partir de 2001, unos meses más tarde, Consejería de Política Agroalimentaria y Desarrollo Rural.
- José Antonio Santiso Miramontes (2004-2005).
- Alfredo Suárez Canal (2005-2009). Consejería de Medio Rural.
- Samuel Juárez (2009-2012).
- Rosa Quintana (2012-2015). Consejería de Medio Rural y del Mar.
- Ángeles Vázquez Mejuto (2015-2020). Consejería de Medio Rural.
- Rosa Quintana (2015-2020). Consejería del Mar.

## Estructura interna

### Secretarías y direcciones generales
Además de la necesaria Secretaría General de la consejería, que ocupa Francisco José Vidal-Pardo y Pardo, la consellería do Medio Rural y del Mar cuenta con las siguientes secretarías y direcciones generales:
- Secretaría General de Medio Rural y Montes: Tomás Fernández-Couto
  - Dirección general de Producción agropecuaria: José Álvarez Robledo
  - Dirección general de Desarrollo rural: Antonio Crespo Iglesias
- Secretaría General de Mar: Juan Carlos Maneiro Cadillo
  - Dirección general de Desarrollo pesquero: Susana Rodríguez Carballo.

### Entes asociados
- Fondo Gallego de Garantía Agraria
- Agencia Gallega de Desarrollo Rural
- Agencia Gallega de la Calidad Alimentaria
- Agencia Gallega de la Industria Forestal

### Otros entes
- Bantegal, que gestiona el Banco de Terras de Galicia